# Tschechisches Rotes Kreuz
Das Tschechische Rote Kreuz (tschechisch Český červený kříž, ČČK) ist die Nationale Rotkreuz-Gesellschaft in Tschechien nach den Genfer Abkommen und als solche Teil der Internationalen Rotkreuz- und Rothalbmond-Bewegung. Der Sitz ist in der Hauptstadt Prag.

## Geschichte

### Vaterländische Hilfsverein für das Königreich Böhmen
Am 5. September 1868 wurde der Vaterländische Hilfsverein für das Königreich Böhmen (tschechisch Vlastenecký pomocný spolek pro Království české) als 13. Gesellschaft vom Roten Kreuz gegründet. 1880 wurden die Hilfsvereine der österreichischen Kronländer unter der Dachorganisation der Österreichischen Gesellschaft vom Rothen Kreuze vereint.

### Tschechoslowakisches Rotes Kreuz
Nach der Gründung der Tschechoslowakei im Jahr 1918 wurde eine eigenständige Rotkreuz-Gesellschaft angestrebt. Am 1. Februar 1919 trafen sich Vertreter der humanitären Berufe im Prager Obecní dům und bereiteten die Gründung der neuen Organisation vor. Am 6. Februar bestätigte Präsident Tomáš Garrigue Masaryk die Gründung des Tschechoslowakischen Roten Kreuzes (tschechisch Československý červenéhý kříž) und die Ernennung seiner Tochter, Alice Masaryková, zur ersten Vorsitzenden. Das Internationale Komitee vom Roten Kreuz erkannte die Organisation am 1. Dezember 1919 an und sie wurde am 11. Januar 1920 in die Liga der Rotkreuz-Gesellschaften aufgenommen. 1936 hatte das Tschechoslowakische Rote Kreuz 840.000 Mitglieder und war damit die viertgrößte Rotkreuz-Gesellschaft weltweit. Im Protektorat Böhmen und Mähren wurde die Gesellschaft 1940 von den deutschen Behörden aufgelöst und das Eigentum beschlagnahmt.

### Tschechisches Rotes Kreuz
Nach dem Zweiten Weltkrieg wurde das Tschechoslowakische Rote Kreuz wieder aufgebaut. Nach dem Februarumsturz 1948 und der Machtübernahme der Kommunistischen Partei verlor das Rote Kreuz seine Unabhängigkeit und konnte sich nicht mehr an die sieben Grundsätze der Bewegung halten, die Selbstständigkeit und Neutralität wurde erst nach der Samtenen Revolution 1989 wiederhergestellt. Mit der Auflösung der Tschechoslowakei am 31. Dezember wurde auch die Rotkreuz-Gesellschaft aufgeteilt. Die Satzung der unabhängigen tschechischen Organisation wurde am 5. Juni 1993 auf dem konstituierenden Kongress in Prag angenommen. Das Tschechische Rote Kreuz wurde am 26. August 1993 vom internationalen Komitee anerkannt und am 25. Oktober 1993 als Mitglied der Internationalen Föderation der Rotkreuz- und Rothalbmondgesellschaften aufgenommen. Bei den Hochwassern 1997 und  2002 leistete das Rote Kreuz einen erheblichen Teil der Hilfsleistungen.

## Präsidenten des ČČK
| Zeitraum    | Präsident  |
| ----------- | ---------- |
| 1993 – 2005 | Zdenko Vlk |
| seit 2005   | Marek Jukl |

## Tätigkeitsbereiche
- Erste Hilfe
- Blutspende
- Katastrophenvorsorge
- Humanitäre Hilfe
- Verbreitung des humanitären Völkerrechts
- Suchdienst
- Soziale Arbeit
- Jugendarbeit